# Piz Salteras
Der Piz Salteras ⓘ ist ein Berg östlich von Tinizong-Rona und westlich von Preda im Kanton Graubünden in der Schweiz mit einer Höhe von 3111 m ü. M. Der Gipfelstock besteht aus einer schwach gegliederten Schieferpyramide mit leicht begehbaren Graten, daher ist er als Skiberg beliebt. Der Name leitet sich vom lateinischen saltus ab, in der Bedeutung von Wald oder (hier, beim Hang oberhalb der Alp d’Err) Weideland.

## Lage und Umgebung

Die Bleis Marscha-Gruppe befindet sich zwischen den Bergüner Stöcken (links) und der Err-Gruppe (rechts).

Der Piz Salteras gehört zur Bleis Marscha-Gruppe, einer Untergruppe der Albula-Alpen. Über den Gipfel verläuft die Gemeindegrenze zwischen Surses und Bergün Filisur. Der Piz Salteras wird im Westen durch das Val d’Err, einem Nebental vom Oberhalbstein, und im Osten durch das Val Tschitta, einem Nebental vom Albulatal eingefasst.
Zu den Nachbargipfeln gehören der Piz Val Lunga (3078 m) und der Piz Ela (3339 m) im Norden sowie der Piz da l’Antgierna da Salteras (2982 m), der Piz da Peder Bucs (3002 m) und der Piz Bleis Marscha (3128 m) im Süden.
Talorte sind Tinizong und Preda. Häufige Ausgangspunkte sind die Alp d’Err und Naz.

## Windstation
Auf dem Gipfel des Piz Salteras befindet sich eine von 160 Windstationen des Interkantonalen Mess- und Informationssystems (IMIS). Das System wird in Zusammenarbeit von Bund, Kantonen, Gemeinden, dem WSL-Institut für Schnee- und Lawinenforschung SLF sowie von weiteren Interessenverbänden betrieben. Die dazugehörende Schneestation befindet sich nahe der Fuorcla da Tschitta, auf 2725 m ü. M. Die Windstation misst jede halbe Stunde Windgeschwindigkeit (Mittel und Spitze), Windrichtung, Lufttemperatur und relative Luftfeuchtigkeit. Der Lawinenwarndienst sowie Sicherheitsbeauftragte der ganzen Schweiz werden so mit aktuellen Informationen aus entlegenen und/oder unzugänglichen Gebieten versorgt. Die Daten können auf der Webseite des SLF angeschaut werden.

## Routen zum Gipfel

### Sommerrouten
Die Alpstrasse von Tinizong in das Val d’Err ist für den allgemeinen Motorfahrzeugverkehr gesperrt. Ein Wanderbus fährt jedoch jeweils dienstags und freitags von Savognin nach Pensa.

#### Über den Nordwestgrat
- Ausgangspunkt: Tinizong (1232 m), Naz (1747 m) oder Ela-Hütte (2252 m)
- Via: P. 2994 nördlich vom Piz Salteras
- Schwierigkeit: L
- Zeitaufwand: 6 Stunden von Tinizong, 4 Stunden von Naz oder 4 Stunden von der Ela-Hütte

#### Über den Südostgrat
- Ausgangspunkt: Tinizong (1232 m) oder Naz (1747 m)
- Via: P. 2918 südöstlich vom Piz Salteras
- Schwierigkeit: L
- Zeitaufwand: 6 Stunden von Tinizong oder 4 Stunden von Naz
- Alternative: Von Naz über den Nordostgrat

#### Über den Westgrat
- Ausgangspunkt: Tinizong (1232 m)
- Schwierigkeit: L
- Zeitaufwand: 6 Stunden

### Winterrouten

#### Von Naz
- Ausgangspunkt: Naz (1747 m)
- Via: Nordgrat
- Expositionen: E, NE
- Schwierigkeit: ZS-
- Zeitaufwand: 4 Stunden
- Alternative: Über den Nordostgrat

#### Abfahrt nach Tinizong
- Ziel: Tinizong (1232 m)
- Via: Val Lunga-Couloir
- Expositionen: W
- Schwierigkeit: S-
- Bemerkung: Sichere Verhältnisse vorausgesetzt (35°–45° steil)

## Galerie

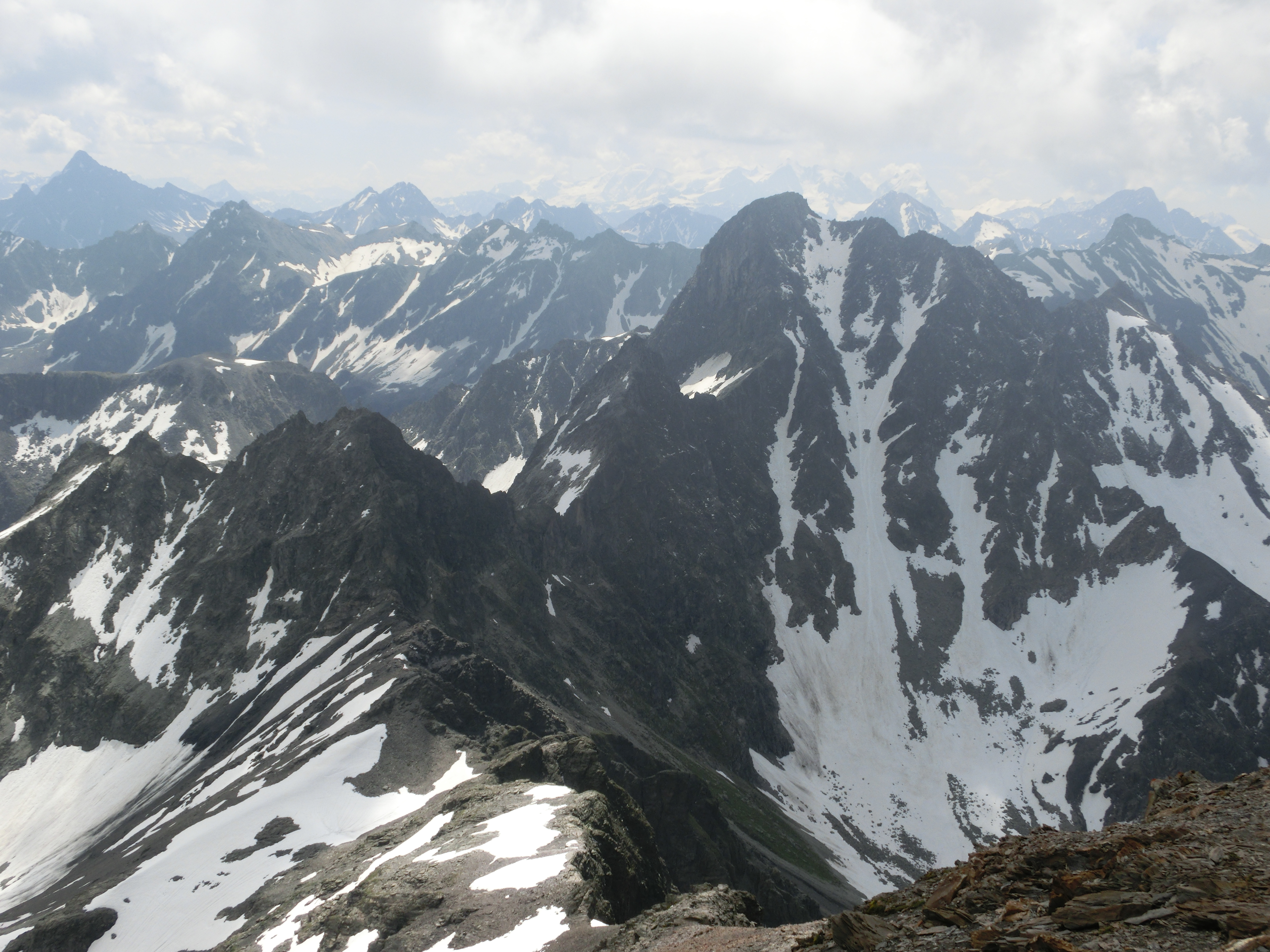
Blick Richtung Süden zu Piz da l’Antgierna da Salteras, Piz da Peder Bucs und Piz Bleis Marscha (v. l. n. r.).
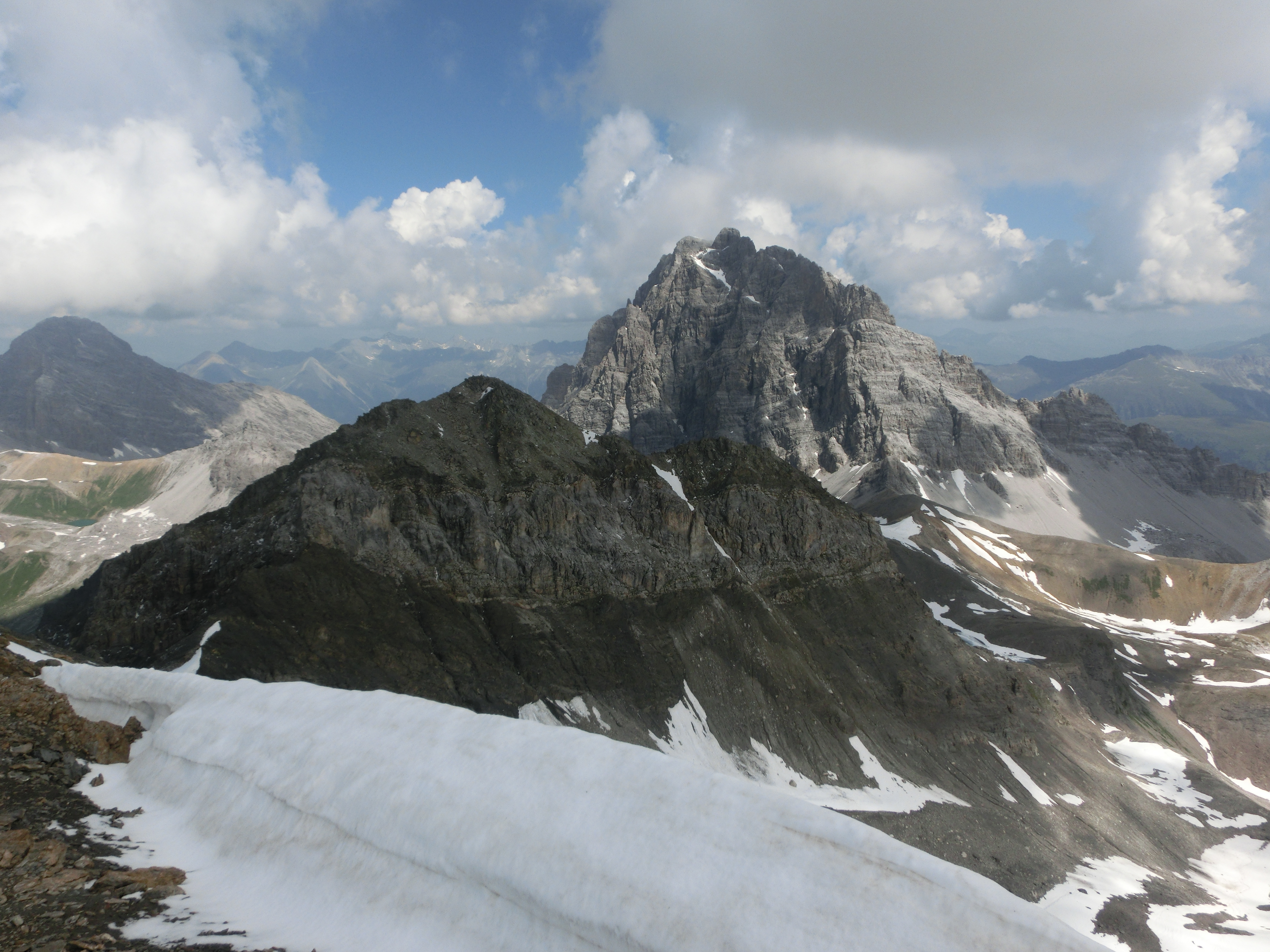
Blick Richtung Norden zum Piz Val Lunga und Piz Ela (v. l. n. r.).
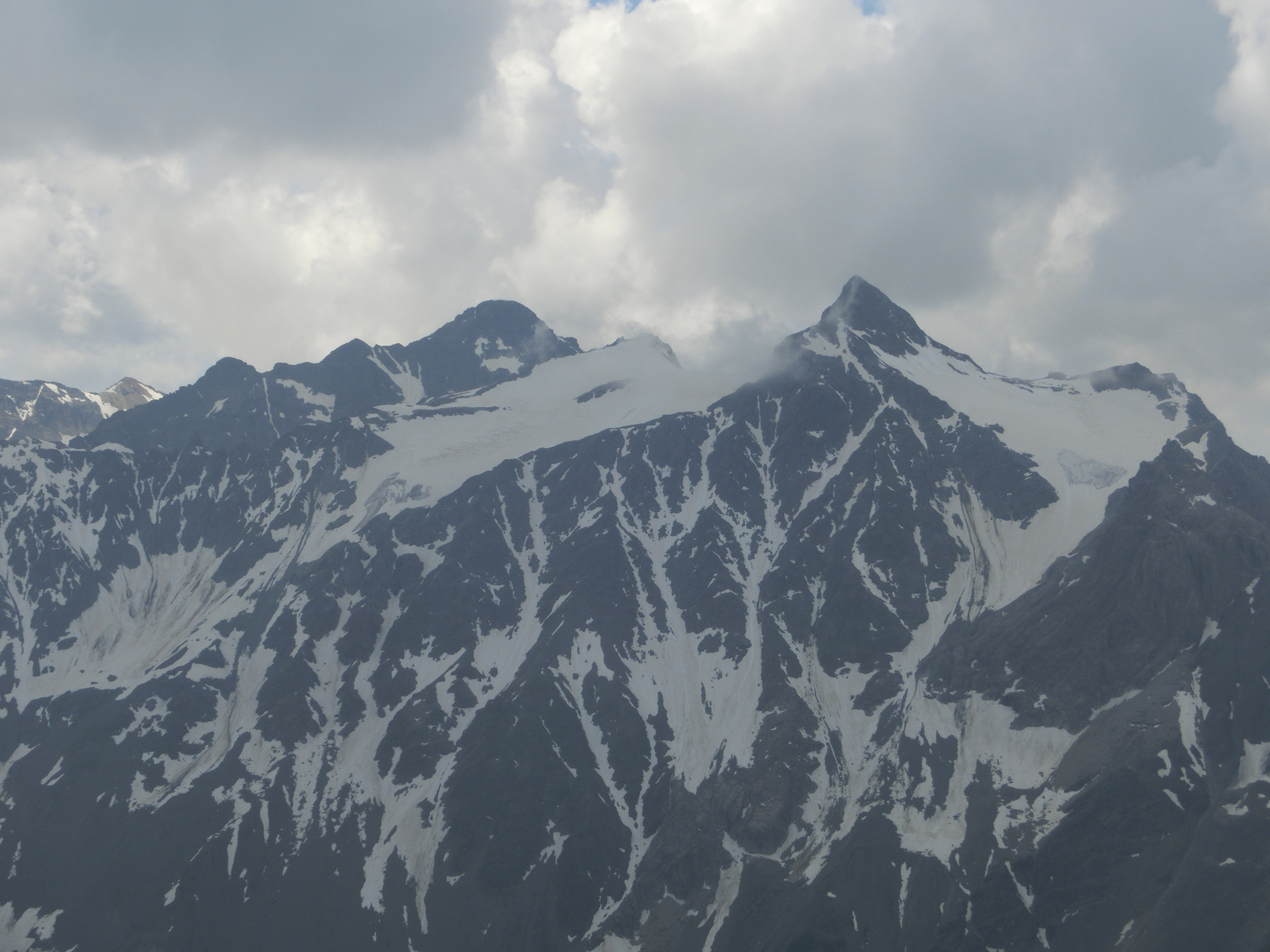
Blick zu Piz Calderas und Piz d’Err (v.l.n.r).
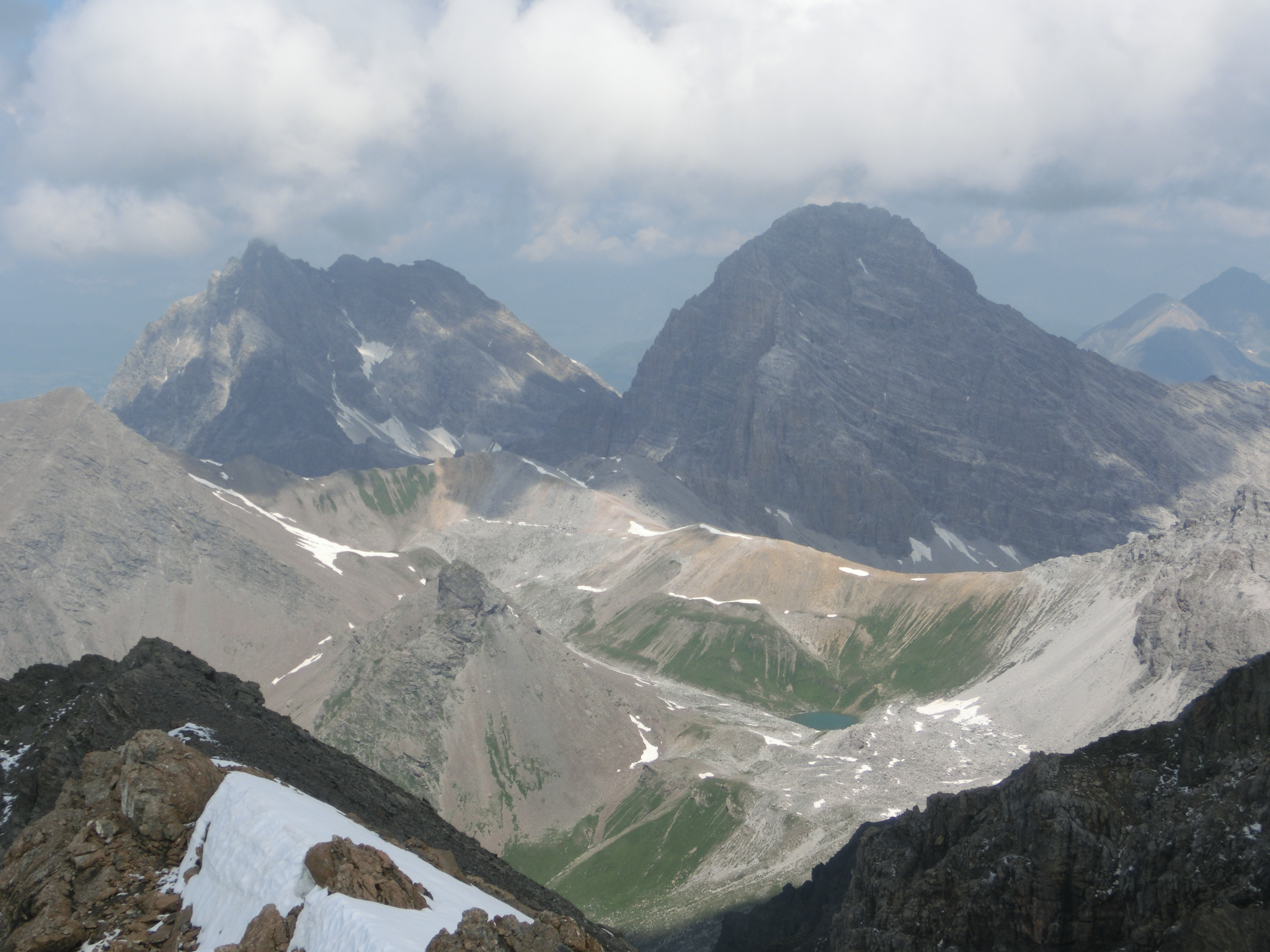
Blick zu Piz Mitgel und Corn da Tinizong (v. l. n. r.).
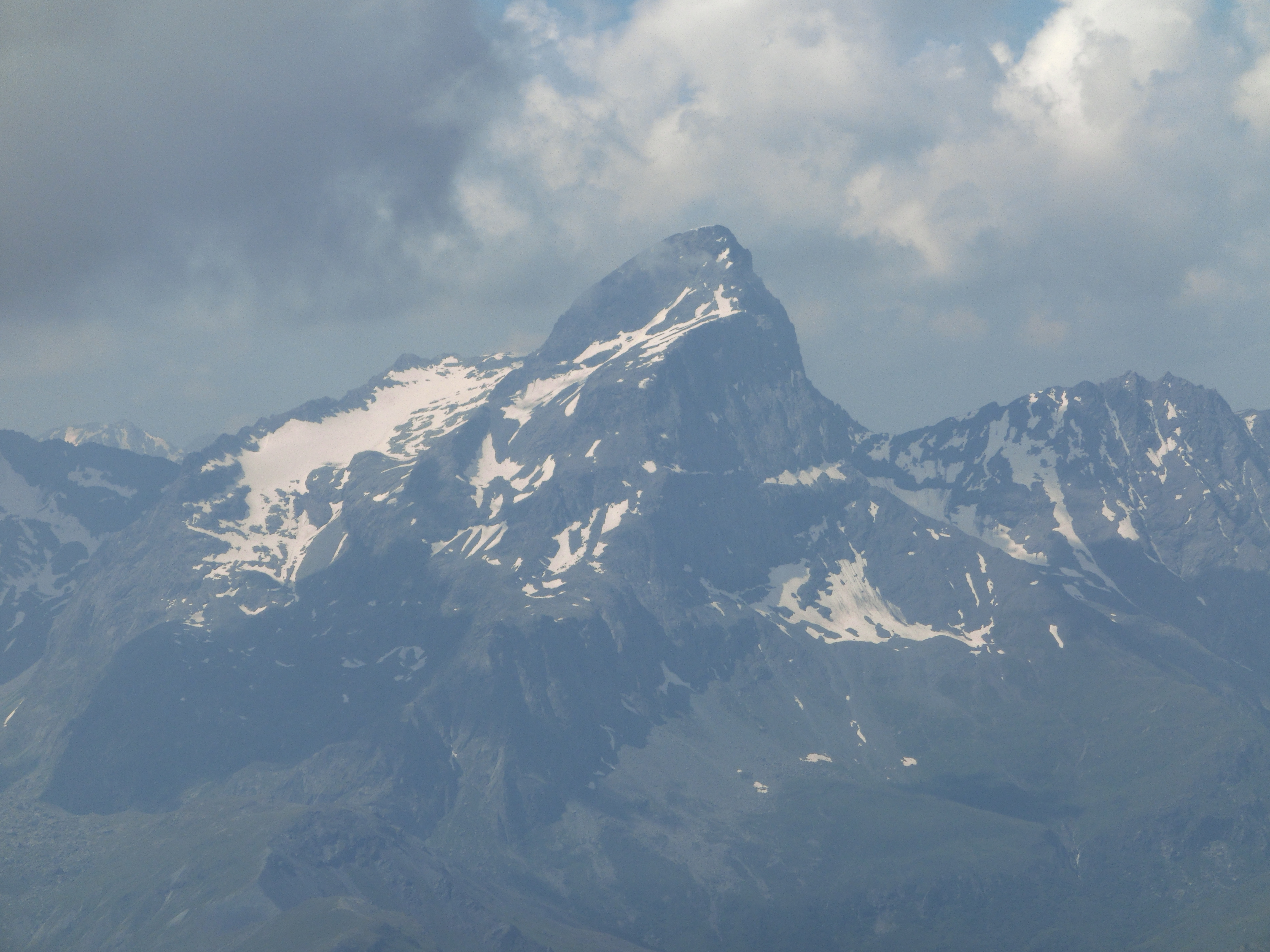
Blick zum Piz Platta.